# Komako Hara
Komako Hara (原駒子 Hara Komako?, 6 de febrero de 1910 – 28 de diciembre de 1968) fue una actriz de cine japonesa que fue particularmente prominente durante la era de cine mudo. Su nombre de nacimiento era Komako Kuragata.

## Carrera
Nacida en la Prefectura de Kanagawa, Hara hizo su debut cinematográfico en 1924 apareciendo en la película Rakujitsu no yume.
En las compañías de Tōa Kinema y Makino Talkie, Hara alcanzó la fama especializándose en papeles protagónicos, principalmente interpretando a mujeres fatales y dokufus (mujer poseída), y yakuzas en películas de género jidaigeki. En la era sonora, pasó a interpretar papeles secundarios en películas dirigidas por Kenji Mizoguchi, Masahiro Makino, y Keigo Kimura. Hara protagonizó 200 películas durante su período de actividad.

## Filmografía
- Rakujitsu no yume (落日の夢) (1924)
- Aishō (愛傷) (1926)
- The Mountain Pass of Love and Hate (愛憎峠 Aizo toge) (1934)
- Maria no Oyuki (マリアのお雪) (1935)
- Onna Sazen (女左膳) (1937)
- Chikemuri Takadanobaba (血煙高田の馬場) (1937)
- The Life of Oharu (西鶴一代女  Saikaku Ichidai Onna) (1952)[2]